# Resorts World Las Vegas
Resorts World Las Vegas — це готель і казино, на Лас-Вегас-Стріп у Вінчестері, штат Невада, США. Він відкрився влітку 2021 року. До 2007 року ця споруда розміщувалася на курорті і казино Stardust, тоді компанія Boyd Gaming вирішила зруйнувати курорт, щоб втілити проєкт Echelon Place, але будівництво було припинено 2008 року через економічні проблеми, а нерухомість продано Genting Group у березні 2013 року.
Будівництво почалося наприкінці 2017 року.Resorts World відкрили 24 червня 2021 року. Це перший новий курорт, який був завершений на Лас-Вегас-Стріп з часу відкриття Cosmopolitan [Архівовано 29 серпня 2021 у Wayback Machine.], який відкрився в 2010 році. Вартість проєкту складає 4,3 млрд $, отже, цей комплекс це найдорожча курортна нерухомість Лас-Вегасу.
Курорт включає казино площею 10 900 м2 і 59-поверхову вежу, в якій розміщені три готелі Hilton: Лас-Вегас Hilton at Resorts World, на 1774 номери; Конрад Лас-Вегас у Resorts World, на 1496 номерів; та Crockfords, Лас-Вегас, на 236 номерів.

## Історія
У 2007 році Boyd Gaming зруйнував курорт Stardust у північній частині Лас-Вегас-Стріп, щоб побудувати Echelon Place, але будівництво було зупинено під час економічної кризи 2008 року. 2012 року Boyd Gaming розпочав переговори про продаж 87 акрів (35 га) групі Genting з Малайзії. Після кількох місяців переговорів, 4 березня 2013 року, ділянку було продано Genting за 350 млн $. Того ж дня Genting Group оголосила про плани побудувати на цьому місці курорт з китайською тематикою. Перший етап проєкту складе 8 мільйонів квадратних футів (740 000 м2), у тому числі 175 000 фут2 (16 300 м2) казино, що розкинулося на кілька поверхів, та готель із щонайменше 3500 номерами. Genting планує витратити 2-7 млрд $ для завершення всього проєкту. Серед цікавинок проєкту: виставка панд, критий аквапарк площею 3 гектари та репліка Великого Китайського муру, а також 250 000 фут2 (23 000 м2) торгових площ.
У червні 2013 року план маркетингу та благоустрою для Resorts World був затверджений округом Кларк, штат Невада. План Гентінга, вартістю понад 2 млн $, передбачає додавання тимчасових будівельних огорож навколо місця будівництва з зображеннями витворів мистецтва. Також планувалося додати звукову систему, яка б відтворювала музику та рекламу.
У січні 2016 року Комісія з районування району Кларк ухвалила проєкт, який мав би дизайн Забороненого міста, і врешті матиме понад 7000 номерів у чотирьох висотних готелях. Початкова фаза включала б 3030 номерів та понад 657 000 фут2 (61 000 м2) громадського простору, включаючи конференц-зали та кінотеатр.

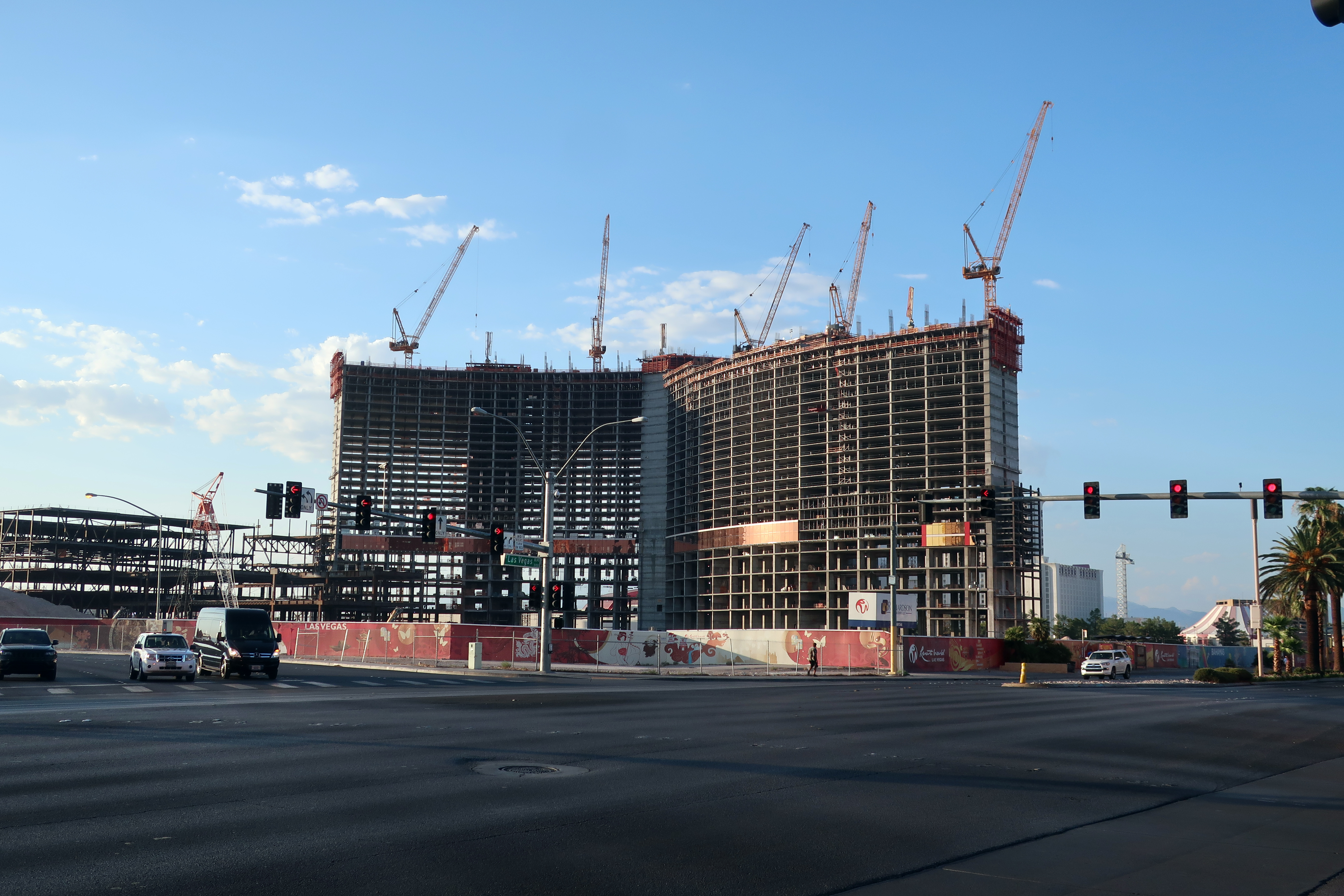
Будівництво в серпні 2018 року

У жовтні 2017 року почалося знесення старих споруд, що лишилися від проєкту «Ешелон», який не входив у плани нового власника. Очікувалося, що крани будуть встановлені на майданчику протягом наступних восьми тижнів, а відкриття курорту очікувалося наприкінці 2020 року. Після завершення, вежі повинні мати 56 поверхів. Очікувалося, що вежі будуть просуватися на один поверх кожні вісім днів під час будівництва, який розпочався пізніше 2017 року.
В жовтні 2018 року проект досяг 35-го поверху і мав понад 1000 будівельників. Проект планували відкрити наприкінці 2020 року, в ньому мало бути 3400 номерів.
У травні 2019 року Скотта Сібеллу було призначено новим президентом курорту, він замінив Фаррелла. Раніше Сібелла була президентом і виконавчим директором MGM Grand протягом восьми років. Тоді ж будівництво 59-поверхових веж досягло 55-го поверху. Проект був завершений у середині серпня 2019 року.

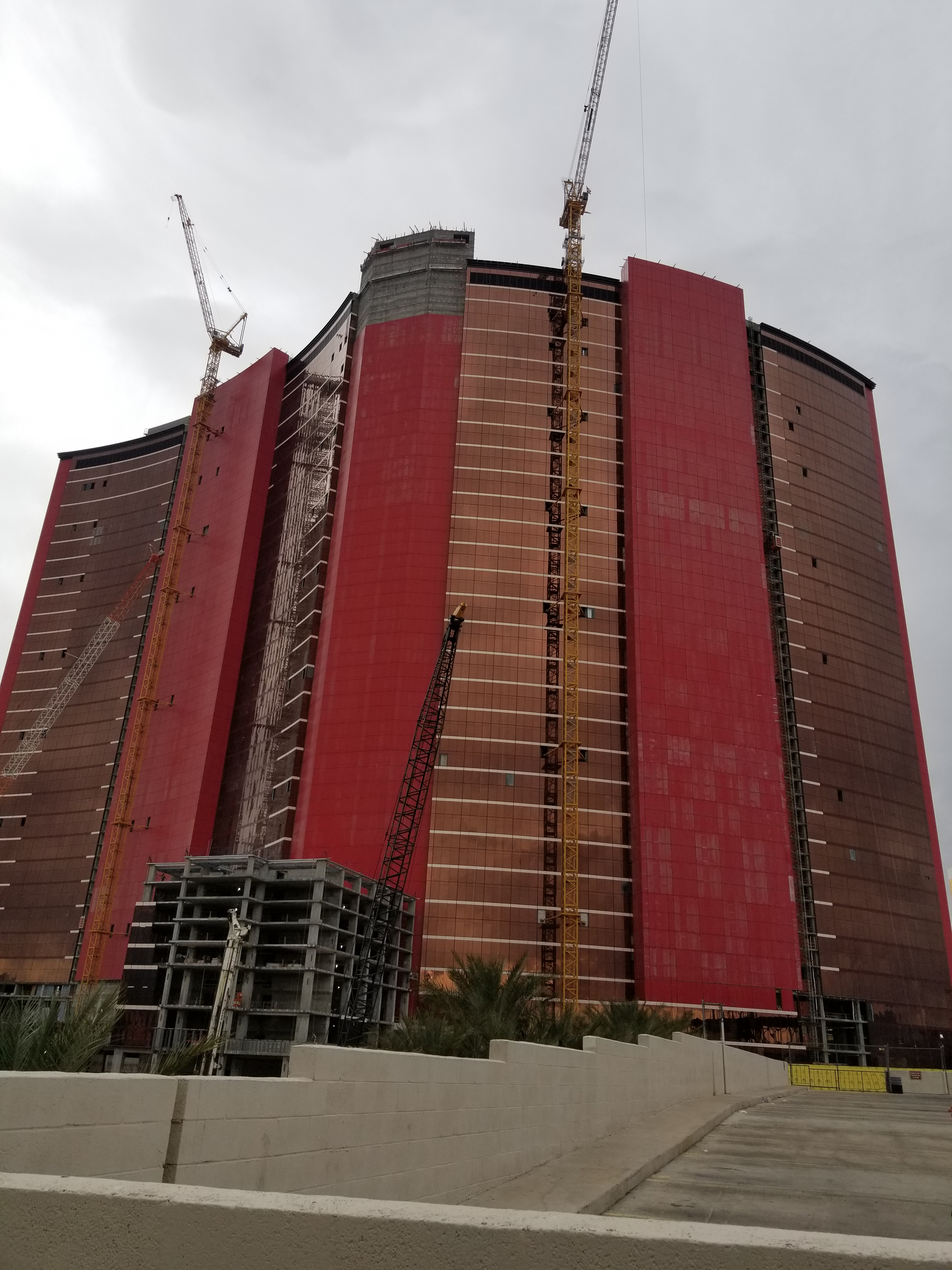
Задня (північна) сторона комплексу під час будівництва у березні 2020 року

Курорт повинен включити світлодіодний відео глобус, діаметром 50 футів. Крім того, західна вежа має світлодіодний екран площею 100 000 фут2 (9 300 м2). На його побудову пішло сім місяців. На східній вежі буде розміщений менший світлодіодний екран розміром 19 000 фут2 (1 800 м2).
Станом на червень 2020 року проект був завершений на 65 %. Компанія очікувала на схвалення округу, щоб The Boring Company Ілона Маска могла побудувати підземний тунель для людей, що вів би від курорту до Лас-Вегаського конгрес-центру. Boring Company вже будувала підземну систему перевезення людей для конференц-центру, а додатковий тунель до World Resorts був би розширенням, що дозволило би людям швидко пересуватися між двома місцями через шатли Tesla.
Resorts World Las Vegas відкрився 24 червня 2021 року.VIP-вечірка була проведена для запрошених гостей у ніч на 24 червня 2021 року, після чого відбувся феєрверк та публічне відкриття о 23:00.Очікувалось, що готель відкриється наступного дня, а урочисте відкриття планується провести 4 липня. Курорт відкрився з 95 відсотками зручностей. Театр, спа-центр та нічний клуб будуть завершені приблизно через пів року, а підземний тунель планується закінчити в 2022 році. Під час відкриття Гентінг оголосив, що вже планує розширення невикористаних площ курорту.